# Laurence Rosier
Pour les articles homonymes, voir Rosier (homonymie).
Œuvres principales
Le discours rapporté : histoire, théories, pratiques, Petit traité de l’insulte, De L’insulte … aux femmes
Laurence Rosier, née en 1967 en Belgique, est une universitaire et linguiste belge.
Elle est professeure d’analyse du discours et de didactique à l'université Libre de Bruxelles en Belgique.

## Biographie
Née en 1967 à Ixelles, Laurence Rosier fait ses études à Bruxelles en Belgique. Après un doctorat en linguistique, et une thèse en 1994 sur le « discours rapporté, histoire, théories, pratique » (publiée en 1998) sous la direction de Marc Wilmet à l'université libre de Bruxelles, elle est chargée de 1996 à 1998 de recherche au Fonds National de la recherche scientifique (FNRS), puis devient de 1998 à 2009 maîtresse de conférences et depuis 2009 professeure de linguistique française à l’Université libre de Bruxelles,. Elle est membre du Striges, structure de recherche interdisciplinaire sur le genre, l’égalité et la sexualité et du Ladisco, centre de recherche sur le langage et le discours.
Avec Laura Calabrese, elle dirige une revue internationale de linguistique Le discours et la langue, qu'elle a fondée. Elle est aussi professeure invitée dans plusieurs universités dans le monde (France, Mayotte au Centre universitaire de Mayotte, Haïti, Hongrie, etc.) et consultante pour des médias belges et de nombreuses institutions publiques, sur les questions de linguistique et de harcèlement fait aux femmes.
Par ailleurs, avec l'artiste Christophe Holemans, Laurence Rosier organise deux expositions consacrées aux décrottoirs de Bruxelles (Halles saint Géry 2011, ULB 2012). Un ouvrage trilingue en est tiré, intitulé Décrottoirs ! (Bruxelles, éditions Racine, 2012). Elle dirige plusieurs expositions dont « Salope… et autres noms d’oiselles » à l’ULB (2015), au théâtre de poche (2016), à la maison de la laïcité de Charleroi (2016), à la Sorbonne (mars 2017) et enfin à la Maison des Sciences de l'Homme de Paris (2017). Elle publie De l’insulte aux femmes en 2017. Elle est commissaire de l'exposition Expo Porno, à l'ULB (2018) et à Charleroi (2019). En 2019 elle participe à un docu-fiction réalisé par Alexe Poukine Tout ce qui ne tue pas. Laurence Rosier y interprète le témoignage d’une jeune femme violée et en 2020, un documentaire réalisé par Léa Clermont Tonnerre, intitulé Misogynie 2.0, dans lequel elle analyse les insultes aux femmes et leur histoire.
Ses  enseignements  et  ses  recherches  portent  sur les discours rapportés, sur la violence verbale à l’égard des femmes, sur les manifestations socio-discursives du sexisme, sur la didactique et l’épistémologie de la linguistique. En février 2019, elle reçoit le prix de l’enseignement et de l’éducation permanente du parlement de la Fédération Wallonie-Bruxelles pour son ouvrage De l’insulte… aux femmes.

## Œuvres
- 1997 : Rosier, L. (éd.), Nouveaux discours sur le discours rapporté, Modèles linguistiques, numéro spécial, XVIII(1), 157 p.
- 1998: Rosier, L., Le discours rapporté : histoire, théories, pratiques, Paris, Louvain-la-Neuve, Duculot, 325p. Prix Léopold Rosy (prix de l’essai) de l’Académie de Langue et de Littérature de Belgique en 2001.
- 2001 : Rosier, L. et Ernotte P., « Le lexique clandestin », numéro spécial de la revue Français et société 12, 61 p.
- 2002 : Rosier, L. (coord. scientifique) : « Le discours rapporté ». Faits de Langue 19, Paris, Ophrys, Presses Universitaires, 307 p.
- 2003 : Rosier, L. et Denyer, M., Thyrion, F., Savoirs pour pratiquer. Référentiel de langue. 3e-6e années, Louvain-la-neuve, Duculot, 183 p.
- 2006 : Rosier, L., Petit traité de l’insulte, Bruxelles, Labor, 2006.
- 2008 : Rosier, L. (coord.scientifique) : « Nouveaux regards sur le purisme », Le Français Moderne, Paris.
- 2008 : Rosier, L. et Paveau, M.-A, La Langue Française. Passions et polémiques, Paris, Vuibert.
- 2009 : Rosier, L., Le discours rapporté, Paris, Ophrys.
- 2009 : Rosier, L., Petit traité de l’insulte (réédition revue et corrigée), Espace de Libertés.
- 2012 : Rosier, L. et Holemans, Chr., Décrottoirs ! Bruxelles, Racine (trilingue néerlandais/anglais).
- 2012 : Rosier, L. (coord. scientifique) : « Insulte, violence verbale et argumentation », Argumentation et analyse du discours 8.
- 2017 : Rosier, L. (coor.scientifique) : L’inclusif, Cahiers de l’APrBr, ULB, Bruxelles.
- 2015 : Rosier, L., Salope… et autres noms d’oiselle, livret de l’exposition Salope, Presses de l’ULB, Bruxelles.
- 2016 : Rosier L., Catalogue de l’exposition : Salope et autres noms d’oiselle, Bruxelles, PUB.
- 2017 : Rosier, L., L’insulte … aux femmes, 180°, Bruxelles.
- 2018 : Rosier, L. et Valérie Piette et Jean-Didier Bergilez, L’expo Porno, catalogue de l’exposition, Presses de l’ULB.
- 2018 : Rosier, L. et Renaud Maes, numéro de la Revue Nouvelle consacrée au Porno.
- 2019 : Alain Rabatel et Laurence Rosier (dir.), « Les défis de l’écriture inclusive », Le discours et la langue 11(1) (2019)[8]
- 2023 : Laurence Rosier, Cohabitante l'égale, 180° Editions,  Bruxelles (2023)
- 2025 : Laurence Rosier, La Riposte : Les femmes et la violence verbale, Paris, Payot.